# Pachylemur
Pachylemur är ett utdött släkte primater i familjen lemurer med två kända arter. De levde på Madagaskar och dog ut för cirka 1000 år sedan eller något tidigare.
I skelettets konstruktion liknar Pachylemur arterna i släktet varier (Varecia). I några avhandlingar sammanfogas båda släkten till ett enda släkte. Hos Pachylemur är skallen med en längd på 11 till 13 cm lite större och bredare. De mera robusta extremiteterna tyder på att dessa primater ofta vistades på marken. Deras vikt uppskattas med 8 till 13 kg. Troligen åt de frukter och andra växtdelar.
Med hjälp av de upphittade fossilen beskrevs två arter, Pachylemur insignis och Pachylemur jullyi. Fossilen är cirka 1000 till 2000 år gamla.
Antagligen utrotades arterna av människans jakt. Människan nådde Madagaskar för cirka 1500 år sedan och under samma tid dog flera djurarter på ön ut. Hos primater var det främst de största arterna. Pachylemur var jämförd med dessa arter små primater.